# Jablonec nad Nisou (distrikt)
Jablonec nad Nisou (tjeckiska: Okres Jablonec nad Nisou) är ett distrikt i Liberec i Tjeckien. Centralort är Jablonec nad Nisou.

## Komplett lista över städer och byar
- Jablonec nad Nisou
- Albrechtice v Jizerských horách
- Bedřichov
- Dalešice
- Desná
- Držkov
- Frýdštejn
- Janov nad Nisou
- Jenišovice
- Jílové u Držkova
- Jiřetín pod Bukovou
- Josefův Důl
- Koberovy
- Kořenov
- Líšný
- Loužnice
- Lučany nad Nisou
- Malá Skála
- Maršovice
- Nová Ves nad Nisou
- Pěnčín
- Plavy
- Pulečný
- Radčice
- Rádlo
- Rychnov u Jablonce nad Nisou
- Skuhrov
- Smržovka
- Tanvald
- Velké Hamry
- Vlastiboř
- Zásada
- Zlatá Olešnice
- Železný Brod